# João Lopes Marques
João Lopes Marques (Lisboa, 29 d'agost de 1971) és un periodista, escriptor i guionista portuguès amb residència a Tallinn, capital d'Estònia. El 1995 li va ser atorgat el Prémio de Ensaio do Clube Português de Imprensa. Amb la seva obra sobre Tallinn, Capital Europeia da Cultura 2011 Arxivat 2012-04-05 a Wayback Machine., va ser un dels dos periodistes distingits amb el Prémio Jornalismo de Viagems 2012, lliurat pel Clube de Jornalistas e pela Halcón Viagens.

## Obres
Les obres de João Lopes Marques tendeixen a endinsar-se en temes identitaris i referents a la història alternativa. De la mateixa manera, la ironia i la caricatura social acostumen a ser presents en la majoria dels seus textos. Va debutar en el terreny novel·lístic l'any 2007 amb el llibre "L'home que volia ser Lindbergh", la història d'un jove adult portuguès obsessionat envers l'est europeu. Seguida per "Terra Java", l'any 2008, que descriu la descoberta secreta d'Austràlia per part dels portuguesos. Finalment, l'any 2011 va publicar "Iberiana", una novel·la-assaig sobre la invenció d'una religió i que repesca la misteriosa Ibèria del Caucas, un regne que va existir durant un mil·lenni en el territori on avui es troba l'actual Geòrgia.
Al llarg del seu autoexili a Estònia, l'autor ha anat diseccionant les idiosincràsies locals de manera setmanal, en primer lloc en el setmanari Eesti Ekspress i, més recentment, en el diari Postimees. Dins dels llibres publicats en aquest país nòrdic, destaquen tres llibres de cròniques de costums sobre Estònia i els estonians. A Portugal, Lopes Marques ha firmat essencialment cròniques de customs sobre altres pobles del món, dels quals el programa en la TSF "Viagems com Sons" i, especialment, el llibre "Choque Cultural" en són exemples.
Disposa també de dos llibres de microcontes publicats, un d'ells bilingüe portuguès-castellà (Circo Vicioso).
João Lopes Marques és el corresponsal en els Bàltics de Lusa —agència de notícies portuguesa— i guionista de "Cuidado com a Língua!" (RTP), un popular programa de televisió sobre la llengua portuguesa.
Conjuntament amb el realitzador Filipe Araújo va fundar Blablabla Media, una plataforma multimèdia enfocada cap a l'experimentalisme. El seu curtmetratge "Iberiana" és una adaptació de la novel·la homònima i ha fet carrera nacional i internacional en diversos festivals.
L'octubre de 2011, Lopes Marques va ser convidat a concloure el TEDxEdges, on va parlar sobre el poder multiplicador de la curiositat i el seu exili daurat al nord d'Europa.
João Lopes Marques va estudiar al Liceu D. Pedro i a la Universidade Técnica de Lisboa, on es va llicenciar en Relacions Internacionals (ISCP) i va obtenir el postgrau en Estudis Europeus (ISEG). El 1996 va concloure el curs de Formació General en Periodisme al Centro Protocolar de Jornalistas (Cenjor).

## Llibres
Portugal
- "O Plano Merkel. Como Angela Merkel decide o nosso destino", Marcador, 2013. ISBN 978-989-75-4004-2
- "Choque Cultural", Marcador, 2012, ISBN 978-989-8-47045-4
- "Iberiana", Sextante Editora, 2011, ISBN 978-972-0-07132-3
- "Terra Java", Oficina do Livro, 2008. ISBN 989-555-399-4
- "O Homem que Queria Ser Lindbergh", Oficina do Livro, 2007, ISBN 978-989-555-312-9

Espanya
- "Circo Vicioso", traducció de Rocío Ramos, Blablabla Media, 2010, ISBN 978-989-96584-0-0

Estònia
- "Estonia: paradise without palm trees", Hea Lugu OÜ, 2012, ISBN 9789949489206
- "Eesti ilu välimääraja", traducció de Teve Floren, Hea Lugu OÜ, 2011, ISBN 978-9949-489-06-0
- "Minu väga ilus eksiil Eestis", traducció de Askur Alas i Teve Floren, Eesti Ajalehed AS, 2011, ISBN 978-9949-478-51-4
- "Mees, kes tahtis olla Lindbergh", traducció de Teve Floren i Maarja Kaplinski, Eesti Ajalehed AS, 2010, ISBN 978-9949-444-71-7
- "Minu ilus eksiil Eestis", traducció de Teve Floren, Eesti Ajalehed AS, 2010, ISBN 978-9949-444-61-8

## Cròniques
En anglès
- The ultimate Estonian taboo: "Maarja is also leaving Estonia...", The Baltic Times
- "Tobacco?" No, Tobago!", The Baltic Times

En francès
- Ce pays qui aime les jeunes et méprise les femmes, Courrier International

En rus
- WikiФеминизм и сексуально чувствительные государства, The Voice of Russia
- Паранормальная Эстония: полдюжины мистерий, The Voice of Russia
- Тихая гражданская война в Эстонии, The Voice of Russia

En estonià
- 13 väikest asja eestlastest ja Eestist, Eesti Ekspressis
- Kuidas Eesti mind ikka ja jälle üllatab, Eesti Ekspressis
- Eestil on aeg kapist välja tulla, Naine24
- Olgem valvel - sirgumas on uus põlvkond segaverelisi eestlasi, Naine 24